# 趙鍾麒
趙鍾麒（1863年2月5日—1936年6月16日），乳名光泰，正式名鍾麒，字麟士:235，一作麟生，別署畸雲、鍊仙、鴛鴦梅館主、雲石山人:14，號雲石:151，晚號老雲、老云:235，是趙宋皇族魏王派子孫:14，臺灣日治時期臺南府城詩壇領袖及書法家，著有《畸雲小稿》。

## 生平
趙鍾麒在同治二年（1863年）農曆二月二十二日生於台南清水寺街（俗稱溝仔底，今台南市中山路1至19號一帶:363）:363。12歲進入臺南富紳吳朝宗的家塾讀書:151，後於16歲考上庠生:151，19歲:294於院試（道試）時以優異成績取得赴福建考舉人（鄉試、秋闈）的資格，於1888年、1889年、1891年（光緒十四年、十五年、十七年）三度赴福州參加鄉試，皆落第:19。二十一歲以院試二等晉廩生，二十五歲更以院試一等第一名經當時學道憲唐景崧呈報當時臺灣巡撫劉銘傳核准補廩膳生（廩生食廩俸，食餼廩生)，享國家俸祿 。光緒十七年（1891年）與許南英、謝石秋（籟軒）、陳渭川、曾福星、張秋濃、鄒少奇、蔡國琳等人組織「浪吟詩社」:233。1893年獲推選為清水寺街保甲:19。1895年乙未割臺後因趙氏是家中獨子，父親早逝，母親重病，為守住祖產，無法避居中國大陸繼續求取功名。1896年被任命為兵器沒收委員，同年六月擔任憲兵隊傭員。十一月擔任臺南地方法院通譯事務，翌年十一月配授紳章。1898年擔任臺灣總督府法院判任通譯:294。1915年六月，為紀念其勤奮工作連續15年，因此賞授其一個木杯:294。
1906年，與胡南溟、陳渭川、謝石秋、連雅堂等人組織詩社南社，公推蔡國琳擔任社長，趙鍾麒擔任副社長:152。1909年，蔡國琳過世，趙鍾麒接任社長直至1936年過世為止:152。
趙鍾麒在1915年西來庵事件時為免於被牽連而辭去法院通譯，但私下仍同情余清芳等抗日分子，因此於15年後（1930年，昭和五年）責成其長子趙雅福（乳名德福，字劍泉）以偌大祖產為經費來源創辦《三六九小報》，以報紙副刊形式，一方面鼓吹傳統漢學，強化民族意識，一方面紀念抗日烈士，另一方面也俏俏地刊登中國大陸蔣介石、閻錫山、馮玉祥、張學良等文人將領的詩。但次年爆發九一八事變，日本政府開始管制漢文刊物，但趙氏父子仍繼續辦了四年的報紙，共計五年，成為日治時期經營最久的漢文刊物。
臺南孔廟在每年春秋兩季皆必須舉行祭孔釋奠大典，釋奠的祭典要配以聖樂，由十三種樂器演奏八音（由十三種樂器集八音的大成而為黌門的雅樂），須設樂局以便司禮樂，故在孔廟旁建「以成書院」，由樂師教導黌宮秀才學習演奏。清廷割臺次年，日本政府為推行日語，在各地設日語傳習所，兩年後（1899年，明治三十二年），又在各地設立小學校及公學校，孔廟的大部份及以成書院被徵收為臺南第一公學校校舍，直到1917年（大正六年）才遷出。當時孔廟及以成書院有多處毀損，經南部各縣市士紳集資，加上臺灣總督府的補助，重修孔廟及「以成書院」，但書院純粹做為樂社使用，改稱「以成社」，併入孔廟樂局。但「以成社」除了演奏祭孔的雅樂外，另有定期演奏。趙氏被推為第一任社長，另設副社長及樂長，以後再設顧問及歌長。同年，以清朝制度舉行釋奠大典，此後，臺南孔廟的釋奠大典遂成定例，直至今日仍未更改:152。趙氏死後，其次公子趙雅祐（乳名德祐，字劍樵）擔任歌長，而其兄趙雅福以後輾轉當到副社長。 
昭和十一年（1936年）農曆四月二十七日，趙鍾麒病逝，享年74歲:364。

## 家族
- 趙鍾麒長子趙劍泉，名雅福。光緒二十年（1894年）生曾任《臺南新報》漢文記者、南社幹事、《三六九小報》發行人兼主編，戰後任職糧食局臺南事務所，民國五十一年（1962年）卒。有子三人：趙承琛、趙承琨、趙承瑜。[4]:152
- 趙鍾麒長孫趙承琛，日本東京理科大學理學博士，曾任成功大學化學系及化學研究所教授兼系主任，也是國內界面化學的創始者及權威。[4]:152長曾孫四位趙崇堯、趙崇舜、趙崇良、趙崇甫，一位為美國俄亥俄州立大學材料科學博士，其餘三人都畢業於臺大醫學系(醫科)，其中一位往後在美國約翰霍普金斯大學獲得碩士學位，另有一位通過公費留日留學考在日本東北大學榮獲博士學位。